# Majd-ad-Dawla
Abu-Tàlib Rústam Majd-ad-Dawla Kahf-al-Umma ibn Fakhr-ad-Dawla (àrab: أبو طالب رستم مجد الدولة كهف الأمة بن فخر الدولة, Abū Ṭālib Rustam Majd ad-Dawla Kahf al-Umma b. Faẖr ad-Dawla), més conegut senzillament pel seu làqab com Majd-ad-Dawla (?, Iran, 989 o 993? - Rayy, 1029), fou emir buwàyhida de Rayy i el Jibal (997-1029).
A la mort del seu pare Fakhr-ad-Dawla, l'agost del 997 el va succeir a la meitat dels dominis del Jibal (Esfahan i Rayy) el seu fill Abu-Tàlib Rustam, essent encara un nen. El seu germà Xams-ad-Dawla el va succeir a Hamadan. El poder va quedar en mans de la seva mare Sàyyida Xirín, que probablement era germana del bawàndida Marzuban ibn Rústam, senyor de Firrim. L'emir de l'Iraq, Bahà-ad-Dawla fou reconegut com a degà de la família i, per tant, cap suprem de la confederació. Molt ràpidament de pujar el poder el ziyàrida Qabus ibn Wuixmaguir va poder recuperar les seves antigues possessions del Gurgan i Tabaristan de les que ja no tornarà a ser expulsat. Majd-ad-Dawla va tenir com a preceptor al filòleg i gramàtic Àhmad ibn Faris.
El 1006/1007 Majd-ad-Dawla, amb uns 17 o 18 anys, es va voler desfer de la tutela de la seva mare però fou arrestat pel seu germà Xams-ad-Dawla amb el suport del cap kurd Nàssir-ad-Dawla i fou empresonat un any. Segurament fou llavors quan Sàyyida va concedir Esfahan a un parent seu, Alà-ad-Dawla, inicialment com a governador, però que finalment s'hi independitzà i que va donar lloc a la dinastia kakúyida. Alliberat el 1007/1008 va poder tornat a Rayy. El 1014/1015 Xams-ad-Dawla es va apoderar de Rayy temporalment. Majd-ad-Dawla va seguir tota la vida sota la influència de la seva mare que no va morir fins al 1028, i fou sempre el verdader poder. Llavors Majd-ad-Dawla hauria pogut governar sol, però no tenia els coneixements necessaris dels afers de govern i a més s'havia dedicat durant anys als plaers sexuals i tenia nombroses concubines (i algunes esposes) de les que va tenir uns trenta fills. En els mesos següents el desordre es va apoderar de Rayy on Majd-ad-Dawla no va poder tenir a ratlla als soldats daylamites ni va poder mantenir l'ordre. El sultà Mahmud de Gazni no havia atacat Rayy fins aleshores, perquè, com que era governat per una dona, no el considerava un enemic potencial, i Majd-ad-Dawla va pensar que era un bon aliat i li va demanar ajuda per restaurar el control al seu domini.
Mahmud es va aprofitar de la situació i va enviar un exèrcit a Rayy, que quan va ser a la ciutat va arrestar i deposar l'emir. Rayy va patir un saqueig terrible, que es va justificar al·legant el domini local que les sectes herètiques dels mutazilites, els ismaïlites i altres xiïtes radical exercien i que els buwàyhides (també xiïtes) havien tolerat. La regió fou annexionada a l'imperi gaznèvida i va servir de base per les operacions militars al nord-oest de Pèrsia.
Majd-ad-Dawla i el seu fill i hereu presumpte, Abu-Dúlaf, foren tinguts com a ostatges per Mahmud i després pel seu fill Massud ibn Mahmud a l'Índia, i després a Gazni. Majd-ad-Dawla va morir a Gazni en una data que es desconeix. Segons les seves monedes va portar el títol de xahanxà.